# 第27次長期滞在
第27次長期滞在（だい27じちょうきたいざい、Expedition 27）は、国際宇宙ステーションへの27回目の長期滞在である。

## 乗組員
| 職務                | 第1期 (2011年3月)                            | 第2期 (2011年4月-5月)                            |
| ------------------- | -------------------------------------------- | ------------------------------------------------ |
| 船長                | ドミトリー・コンドラティェフ, RSA （初飛行） | ドミトリー・コンドラティェフ, RSA （初飛行）     |
| フライトエンジニア1 | キャスリン・コールマン, NASA （3度目の飛行） | キャスリン・コールマン, NASA （3度目の飛行）     |
| フライトエンジニア2 | パオロ・ネスポリ, ESA （2度目の飛行）        | パオロ・ネスポリ, ESA （2度目の飛行）            |
| フライトエンジニア3 |                                              | アンドレイ・ボリシェンコ, RSA （初飛行）         |
| フライトエンジニア4 |                                              | アレクサンダー・サマクチャイエフ, RSA （初飛行） |
| フライトエンジニア5 |                                              | ロナルド・ギャレン, NASA （2度目の飛行）         |